# Трутовик заборный
Трутови́к забо́рный, или глеофи́ллум заборный (лат. Gloeophyllum sepiarium) — вид грибов, входящий в род глеофиллум (Gloeophyllum) семейства глеофилловые (Gloeophyllaceae). Один из широко распространённых грибов, вызывающих бурую гниль древесины, часто встречающийся на фундаментах домов, заборах. Нередко появляется в закрытых помещениях, где образует коралловидные недоразвитые плодовые тела.

## Биологическое описание
Плодовые тела однолетние до 3—4-летних, розеточные, половинчатые, вееровидные или неправильные, изредка распростёртые, срастающиеся боками, часто черепитчато расположенные по субстрату. Верхняя поверхность покрыта щетинистым опушением, неровная, бугорчато-выемчатая, с в различной степени выраженными концентрическими зонами. Окраска ярко-ржаво-коричневая, затем тёмно-бурая.
Гименофор представлен изначально коротколабиринтовидными трубочками, затем становится неправильно пластинчатым, светло-бурого цвета, у старых грибов темнеющий до ржаво-коричневого.
Гифальная система тримитическая. Генеративные гифы тонкостенные, септированные, неокрашенные, с пряжками. Скелетные гифы рыжевато-буроватые, толстостенные, иногда почти сплошные. Связывающие гифы также толстостенные, коротковетвистые. Цистиды многочисленные, веретеновидные, неокрашенные, 15—35×4—6 мкм. Базидии четырёхспоровые, 20—30×5—6 мкм. Споры неокрашенные, неамилоидные, цилиндрической формы, немного асимметричные, 9—12,5×3—4,5 мкм.
Глеофиллум не содержит каких-либо ядовитых веществ, однако его жёсткие плодовые тела не дают причислять его к съедобным грибам.

### Сходные виды
Кроме глеофиллума заборного в России известно ещё два пластинчатых вида глеофиллума — глеофиллум пихтовый и глеофиллум бревенчатый. Пластинки первого из них выражено неясно, трубочковидные. У второго вида пластинки более развитые, однако заметно толще, чем у трутовика заборного.

## Ареал и экология
Глеофиллум — космополит, более часто встречающийся в умеренной зоне Северного полушария.
Глеофиллум заборный — сапротроф, произрастающий на пнях, сухостое и валеже хвойных пород деревьев, обычно на открытых местах и лесных полянах. Очень редко поражает лиственные породы (например, осину). Вызывает бурую гниль, быстро проникающую в субстрат.
В замкнутых помещениях, где гриб периодически появляется, плодовые тела чаще всего недоразвиты, стерильны, коралловидно разветвлены. Гименофор у таких грибов может быть полностью редуцирован или присутствовать в виде неправильных трубочек без спор.

## Таксономия
Глеофиллум заборный был впервые описан Францем Ксавером фон Вульфеном в сборном роде пластинчатых грибов в 1786 году. С 1802 года чаще всего описывался в составе более узкого сборного рода грибов с лабиринтовидным гименофором. В 1882 году финский миколог Петер Адольф Карстен выделил его в отдельный род Gleophyllum.

### Синонимы
- Agaricus boletiformis Sowerby, 1809
- Agaricus sepiarius Wulfen, 1786basionym
- Agaricus undulatus Hoffm., 1797, nom. illeg.
- Daedalea sepiaria (Wulfen) G.Gaertn., B.Mey. & Scherb., 1802
- Daedalea sepiaria var. undulata Hoffm. ex Pers., 1828
- Daedalea ungulata Lloyd, 1915
- Gloeophyllum ungulatum (Lloyd) Imazeki, 1943
- Lenzites argentinus Speg., 1898
- Lenzites sepiarius (Wulfen) Fr., 1838
- Lenzites undulatus (Hoffm. ex Pers.) Sacc. & Traverso, 1912
- Merulius sepiarius (Wulfen) Schrank, 1789